# Персийска конституционна революция
Персийската конституционна революция е буржоазно-демократична революция в Иран между 1905 и 1911, съвпаднала с националноосвободително движение. Предизвикана е от засилването на чуждестранното влияние във финансово-икономическата сфера и против деспотичното управление на шаховете от династията Каджар. В революцията участват рамо до рамо националната буржоазия, дребни занаятчии, либерални земевладелци и селяни. Център на конституционното движение стават северните провинции, преди всичко Ирански Азербайджан. В хода на революцията е създаден Меджлис (парламент), приета е конституция. Въпреки това по-късно властта на Каджарите е възстановена под формата на конституционна монархия, а страната е разделена на сфери на влияние между Русия и Великобритания.